# Tetracme secunda
Tetracme secunda är en korsblommig växtart som beskrevs av Pierre Edmond Boissier. Tetracme secunda ingår i släktet Tetracme och familjen korsblommiga växter. Inga underarter finns listade i Catalogue of Life.